# Museum of original figurines
Das Museum of original figurines (kurz MooF/Moof; auch Musée de la Bande dessinée et des Figurines) ist ein belgisches Comicmuseum, dass sich vor allem auf die Comicfiguren spezialisiert. Es befindet sich in der Galerie Horta im Zentrum von Brüssel.

## Beschreibung
Im Moof werden auf 1200 m² 1200 Figuren und andere Objekte ausgestellt, die zusammen eine Sammlung von 3500 Ausstellungsstücken ergeben.
Zu sehen sind viele Objekte europäischer Comichelden wie zum Beispiel Tim und Struppi, Spirou und Fantasio, Blake und Mortimer, der Schlümpfe, aber auch amerikanischer Comics.
Ein Großteil des Museums wurde von jungen Künstler und Studenten aus Brüssel realisiert.
Auf dem Platz vor der Galerie Horta, in der sich im Untergeschoss das Museum befindet, war bis Januar 2016 eine Statue eines Schlumpfes zu finden. Durch Vandalismus wurde aber eine 600 Stunden andauernde Reparatur nötig.

## Geschichte
Paul Tasiaux war ein Sammler von allem, was mit Comics zu tun hat. Sein Wunsch war es, ein Museum zu eröffnen, in dem Comics und die darin zu sehenden Figuren ausgestellt werden. Éric Pierre gelang es mit der Hilfe von Dominique de Rudder dies zu realisieren.
Zunächst wurde die Sammlung in einem kleinen Lokal in Wavre ausgestellt. Am 14. Mai 2009 eröffnete auf 3000 m² im Brüsseler Vorort Schaerbeek das Museum. Drei Jahre später zog das Museum dann in die Galerie Horta um.